# Yamaha CX5
Le Yamaha CX5 est un synthétiseur conçu et distribué par la société japonaise Yamaha à partir de 1983. C'est système constitué d'un ordinateur MSX couplé à un synthétiseur, orienté vers la pratique de la musique. L'ordinateur peut être utilisé seul, sans le synthétiseur,,,.